# Amor de mi vida
Amor de mi vida è un singolo del gruppo rap italiano Sottotono, pubblicato nel 1999 dall'etichetta Warner Music.

## Descrizione
La canzone è una dedica del rapper Tormento a sua madre e contiene un campionamento della canzone If You Were Here Tonight di Alexander O'Neal. Ha ottenuto molto successo nelle radio italiane.

## Video musicale
Il videoclip del brano è stato girato da Marco Alessi, ed è stato filmato all’incrocio tra Po e Ticino, vicino a Pavia.Nel videoclip i Sottotono e le comparse sono vestiti da soldati della Prima guerra mondiale.

## Tracce
CD promo
1. Amor de mi vida (Radio Edit) – 4:00

CD
1. Amor de mi vida (Radio Edit) – 4:00
2. Amor de mi vida (Club Rmx) – 5:18
3. Amor de mi vida (Instrumental Rmx) – 5:18
4. Amor de mi vida (Album Version) – 4:55
5. Amor de mi vida (A Cappella Rmx) – 5:18

12"
- lato A

1. Amor de mi vida (Radio Edit) – 4:00
2. Amor de mi vida (Club Rmx) – 5:18

- lato B

1. Amor de mi vida (Instrumental Rmx) – 5:18
2. Amor de mi vida (Album Version) – 4:55
3. Amor de mi vida (A Cappella Rmx) – 5:18

## Formazione
- Tormento – rapping
- Fish – campionatore, drum machine
- Andrea Piraz – chitarra